# Cycas shanyaensis
Cycas shanyaensis G.A.Fu, 2006 è una pianta appartenente alla famiglia delle Cycadaceae, endemica della Cina.

## Descrizione
È una cicade con fusto arborescente, alto sino a 2.1–3.1 m e con diametro di 20-25 cm.
Le foglie, pennate, lunghe 140–160 cm, sono disposte a corona all'apice del fusto e sono rette da un picciolo lungo 33 cm; ogni foglia è composta da 130–144 paia di foglioline lanceolate, con margine intero o leggermente revoluto, lunghe mediamente 11,5-24 cm.
È una specie dioica con esemplari maschili che presentano microsporofilli disposti a formare strobili terminali di forma conica-cilindrica, lunghi 22 cm e larghi 3-8 cm ed esemplari femminili con macrosporofilli che si trovano in gran numero nella parte sommitale del fusto, con l'aspetto di foglie pennate che racchiudono gli ovuli, in numero di 4.  
I semi sono subglobosi o rotondi e compressi, ricoperti da un tegumento di colore marrone scuro.

## Distribuzione e habitat
L'epiteto specifico shanyaensis fa riferimento alla sua diffusione nella città di Sanya, sull'isola di Hainan.

Prospera nelle foreste miste montuose, ad una altitudine di 700-800 metri.

## Conservazione
La IUCN Red List classifica C. shanyaensis come specie vulnerabile.

La specie è inserita nella Appendice II della Convention on International Trade of Endangered Species (CITES).